# 布吉人
布吉人又译作武吉斯人，是生活在印度尼西亚南蘇拉威西原始區域的民族，該地區3个主要民族中人口最多的一个。15世紀時，馬來人和米南佳保人等移民開始遷移到蘇拉威西島並擔任Gowa王國的行政管理階層或是從事商業貿易，漸漸被布吉文化影響而改變，最後也被歸類是布吉人。
许多布吉人居住在望加锡、Pare-pare这样的港口城市，但更多布吉人居住在Maros的低地平原上，从事农业。有自己的民族语言布吉语。在欧洲的文献中，布吉人以勤劳勇敢闻名。马来西亚的雪兰莪州也有少量布吉人分布。

## 民族分布、人口與語言

### 民族分布
布吉人最主要分布在印尼第三大島—蘇拉威西島的西南部，依據語言學分類，布吉人是南蘇拉威西島上三個主要民族中數量最多的。另外也分布在加里曼丹島東南部和小巽他群島等部分地區。近代有許多布吉人居住在望迦錫和帕雷帕雷(parepare)的港口城市，絕大多數種植水稻的農民居則居住在馬洛(Maros)西北部的低地平原。

### 人口
根據2010年人口普查數據，布吉人總共有700萬人，其中印尼就占了約365萬人，馬來西亞約300萬人，荷蘭和新加坡各約10萬人。
- 印尼          6,359,700
  - 蘇拉威西島   4,669,410
  - 加里曼丹島   974,828
  - 廖內省	   107,159
  - 占碑省	   96,145
  - 巴布亞省	   88,991
  - 雅加達	   68,227
  - 西巴布亞省   40,087Consonants in the Lontara script (Buginese script). Symbols written with two TTF-fonts, Code2000 and Saweri.
- 馬來西亞      2,999,260
- 荷蘭          99,000
- 新加坡        97,000

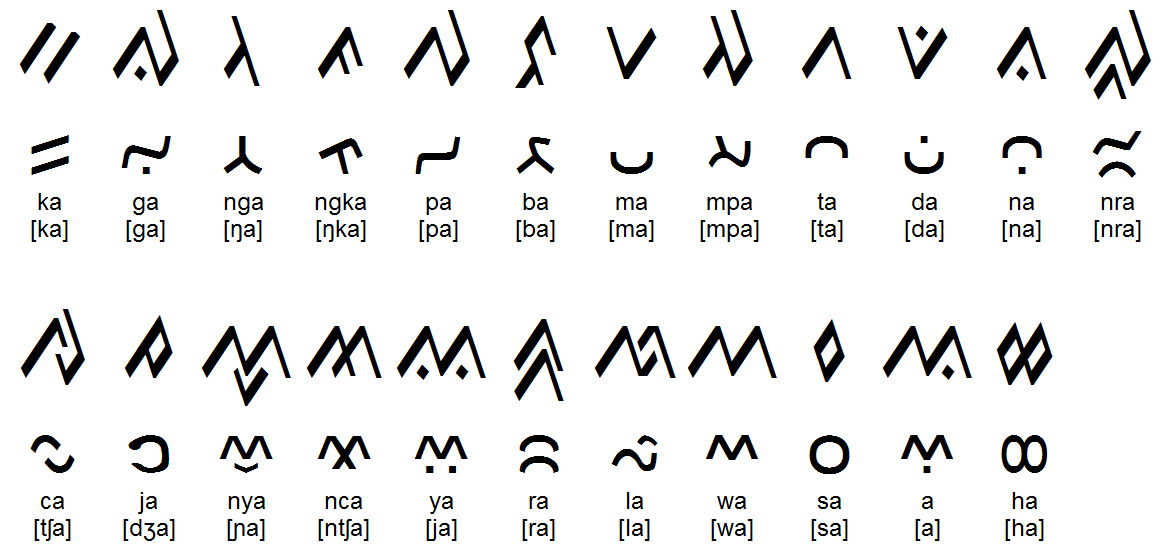
Consonants in the Lontara script (Buginese script). Symbols written with two TTF-fonts, Code2000 and Saweri.

雖然布吉的人口僅有700萬人，但布吉人極具影響力，在現今深深地影響印尼、新加坡和馬來西亞的政治，例如馬來西亞前首相慕尤丁和印尼的副總統Jusuf Kalla都是布吉人。

### 語言
南蘇拉威西的布吉民族使用的布吉語是南島語系的其中一員，大部分散佈在Maros區域，包括Pangkep，Barru區域，Pare-Pare市區，Pinrang區，Enrekang部分區域，Majene部分區域，Sidenreng Rappang區的Luwu，Soppeng區，Wajo領域，Bone區域，Sinjai領域，Bulukumba區域跟部份的Bantaeng領域。
布吉語使用Lontara字體，並由許多方言組成，例如Pirang、Sidrap、Bone、Soppeng、Wajo、Barru、Sinjai等等，部分方言因與其他語言完全不同而被視為獨立的語言。在這些方言中有許多不同的字彙，例如「香蕉」在方言Pinrang和Sidrap中稱為「Loka」，在其他方言中稱為「Otti」或是「Utti」。至於其他方言如Sinjai，會用字母"H"取代字母"w"，例如布吉語的Diawa會被改成Diaha。
布吉語會因階級不同而有不同的表達方式，例如普通的布吉語言將Menre'或Manai字稱為“up”，較高級的布吉語(Torilangi)則使用“Manerru”一詞；普通人死亡使用“Cat Pammasena”或“mate”這個詞，若是國王或其親戚死亡則使用“Mallinrung”一詞。民族史詩La Galigo就是使用高級布吉語言(Torilangi)。 
原始的布吉語，包括歌曲中的，現今僅剩不到100人能夠理解辨認，而且也只有部分翻譯成印度尼西亞語，全英語的版本並不存在。現在除了使用布吉語，也通用馬來語和印尼語。

#### 語系
- 南島語系
  - 馬來－玻里尼西亞語族
    - 核心馬來-玻里尼西亞語群
      - 南蘇拉威西島語言
        - 布吉語系
          - 布吉語

## 地理環境
布吉人主要居住在蘇拉威西島，總面積為174600平方公里，島上多高山深谷，島的中南部有較大的平原，用來種植水稻。蘇拉威西島位於赤道雨林氣候區，日照充足，年降雨量達2500毫米；山地受到地形影響，氣候涼爽宜人。

## 歷史沿革

### 民族起源
大約在公元前兩千年中下旬，布吉人的祖先定居在蘇拉威西島西南部的瓦南納(Walennae)窪地坦佩湖和Sidenreng湖周邊地區。此地區魚類和野生動植物豐富，在Tempe湖季節性的投入種植水道，而山丘可以種植濕稻和狩獵。在公元1200年左右，蘇拉威西島從國外進口商品，著名的進口商品包括中國和東南亞的陶瓷、古吉拉特的模板印花品。另外布吉人也在魯烏(Luwu)新發現鐵石，這些鐵礦刺激了從大湖區域延伸至到低地平原到東部的農業革命，瓦南納(Walennae)窪地的西南部也漸次發展。這左右了往後近400年南蘇拉威西島上主要王國的發展，以及主要社會轉型成階級狀態。
後期，歷史語言學證據指出，有些後全新世的南島民族遷徙是從台灣到南蘇拉威西，這意味布吉人的祖先有可能來自有“華南地區”。由於這個移民的趨勢，台灣跟中國有可能是人口移向東南亞的起點。另外，在Human Y-chromosome DNA haplogroup的文獻中，記載了部分在布吉家庭中屬於父親一方的人，是從中國南部移民過來的。
現在，布吉人也遷移到印尼的其他州，如蘇拉維西島(Sulawesi)、加里曼丹島(Kalimantan)、巴布亞島(Papua)、占碑(Jambi)、雅加達(Jakarta)和廖內(Riau)等第。另外，部分布吉人也移居到馬來西亞和新加坡，他們的後裔已成為馬來西亞和新加坡的一份子了。

### 海盜生活
布吉海盜艦隊本控制了整個印度尼西亞群島，他們在Samarinda附近扎根立基，強盜也已經進入柔佛蘇丹國和馬六甲，威脅到荷蘭堡壘。然而，因為漫遊的靈魂和對友誼的忠誠，布吉人成為傭兵。布吉人在與荷蘭殖民政府及荷蘭皇家士兵公開衝突前，他們幫助荷蘭，即追求東爪哇的Trunojoyo，征服Minangkabau的內部和對抗Padri的威脅，以及幫助歐洲人鎮壓泰國的Ayuthaya。布吉人也參與政治權力鬥爭，並成為柔佛蘇丹國的傭兵，與當時外來的Minangkabau領導人Raja Kecil進行鬥爭。

### 移民
在1669年結束長時間的內戰後，布吉人開始滲透進入馬來半島和蘇門達臘的政治體系。布吉人在擊敗Tambi方面發揮了重要的作用，這對柔佛蘇丹國產生了巨大的影響。除了馬來人，當時在柔佛的另一個有影響力的派別是米南加保人。布吉人和米南佳保人都意識到蘇丹1699年馬哈茂德二世的死亡為他們提供了在柔佛執政的機會。17世紀時，在達英·帕拉尼的領導下，兩個家族的後代定居在雪蘭莪河，取得柔佛王位的權力，設立了楊帝鼓屯（Yam Tuan Muda）的辦公室或布吉武裝部隊。1710年左右，布吉人在雪蘭莪河建立國家，1772年左右統治廖內。1770年代時，布吉人的土王哈吉親率戰船到雪蘭莪和廖內攻打荷蘭人，但在1784年6月戰死，此後荷蘭人便控制了廖內，一直到18世紀末英國進行干涉，荷蘭人才撤出馬來半島。1800年後布吉人的勢力即逐漸消亡。
早在歐洲殖民者將影響力擴大到這些東南亞這片水域之前，望加錫人、Bajau和布吉人建立了精細的大篷船，在這些海域上開闢了貿易路線。他們在新幾內亞交易天堂鳥羽毛和可藥用的masoya樹皮，並與澳洲北方的土著原住民部落交換了貝殼、鳥巢和珍珠母等。布吉水手在距離澳大利亞北部海岸2000公里，約從Kimberley到Carpentaria的地區留下了印記和文化。在澳大利亞北部的這些地區，有很多證據顯示了布吉的存在。每年，布吉水手會坐上他們木製的pinisi，乘著西北季風航行。他們將在澳大利亞水域逗留數月，交易並採取海豚或乾海參，在乾季前順著離岸風返回望迦錫。領航員托馬斯•福雷斯特在加爾各達的航行到Mergui群島（1792）中寫道:「一般的布吉人是一群敖揚的人;不容忍不適當的利用...他們應該有遺傳到馬來人的性格。」；Poivre先生也在他的哲學家之旅中提到:「他們喜歡冒險、移民，並能夠承擔最危險的生活」。

## 社會、家庭與婚姻

### 社會

#### 社會地位
在布吉社會中，男性較高社會地位者通常為老師、商人或是公務員；女性較高社會地位者則是受過良好教育者，但是女性被認為不結婚較為高貴，故社會地位較高的女性時常有晚婚或是不婚的情形，或是傾向找到同等社會地位的男性結婚。

#### 五種性別
東南亞南太平洋文化對性別的觀念不同於歐洲與基督教，許多東南亞和玻里尼西亞的國家擁有第三性別，例如布吉社會中的Bissu、夏威夷的Kanaka Maoli，他們在社會中扮演重要的角色，然而第三性別在西方國家卻很少見。在二十世紀之前，東南亞的文化中即擁有至少三種性別，而布吉社會中的性別文化又更加突出。布吉社會將性別分成五種，分別是oroané、makkunrai、calabai、calalai、以及bissu，這五種性別又可分成順性別、跨性別和第三性三種類別。

##### 順性別
意指生理性別、社會性別、和自我性別認同三種一致，與跨性別相對。

###### oroané
順性別為男性，即指一個人出生時的生理性別為男性，自我性別認同也為男性。

###### makkunrai
順性別為女性，即指一個人出生時的生理性別為女性，自我性別認同也為女性。

##### 跨性別
意指生理性別和自我性別認同不一致，與順性別相對。

###### calabai
又稱banci、bencong、wadam、walsu與waria，意指一個人出生時的生理性別為男性，但自我性別認同為女性。雖然他們在性別氣質和外觀舉止上都較為陰柔、女性化，但calabai仍與傳統的女性有所差別，他們致力於追求外觀氣質上的女性化，少數會透過變性手術改變自己的外貌或擔任性工作者，故被歸類在獨立的性別。特別的是，calabai性工作者會針對變性手術組成組織，藉由博弈的方式集資，將贏來的賭金拿來進行變性手術，而一旦加入該組織即不能離開，否則會遭受其他性工作者的排擠。calabai認為自己之所以為calabai是命運決定的，故大部分的calabai都欣然接受自己的身分，鮮少有抱怨自己生錯男兒生的聲音，這與西方跨性別者有所不同。
在婚姻方面，calabai會舉行特別的結婚儀式「kawin di bawah tangan」與男性結婚，意指「手底下的婚姻」，calabai的伴侶稱為sahabat，他們的伴侶關係透過契約維持，生活開銷由calabai負責。另外，calabai也會幫忙舉辦自己的伴侶與其他女性的婚姻，若sahabat的婚姻愈盛大，吸引其他人與其交往的可能性就愈高。對布吉男人而言，calabai可以金錢支援，同時也是當地時尚的指標人物，他們不像傳統女性一樣莊重矜持，可以大膽地穿著迷你裙和高跟鞋，這對布吉男人而言是極具吸引力的。
然而，calabai在社會上被認為是情感洋溢、性慾高漲的人，這與布吉社會中「以控制情感為最高道德」相違背，故仍有一些人對他們持有負面看法，同時也會以伊斯蘭教義指責他們為同性戀，但calabai也會引述教義反擊這些指控，雙方對於古蘭經的不同解讀，正巧也詮釋了calabai在宗教中的融合與受壓迫的兩面性。不過，近年印尼中央和地方政府都大力支持calabai的組織和相關活動，這對他們來說是很大的鼓勵。

###### calalai
又稱hunter、tomboi、leshi和waria，其中waria為印尼語中wanita(女子)和pira(男子)的結合，意指一個人出生時的生理性別為女性，但自我性別認同為男性。雖然在歷史中曾有calalai擔任國王，但現今calalai的人數已愈來愈少，Shrayn Graham Davies曾分析calalai人數低落的原因，發現calalai難以掙脫傳統女性的性別框架，被家庭束縛，在社會上沒有特殊功能，難與男性競爭，再加上當地異性婚姻才能合法生育小孩，故cacalai會迫於家庭壓力甚至社會壓力，最後與男性結婚生子。
在婚姻方面，calalai的伴侶稱為lines，意指對calalai有吸引力的女性；在性關係方面，calalai性關係的互動與異性戀有顯著的差異。一般認為具有陽剛氣質的calalai在性方面應為主動的一方，事實上lines才為主動的那方，這打破了陽剛代表性主動的既定印象。

##### 第三性
意指同時具有男性和女性的生理或心理特質，在布吉社會中屬抽象的身分。

###### bissu
bissu在布吉社會中屬於薩滿階級，他們被認為是神創造世界時第一批創造出的人類，具有神力能和神界進行溝通對話。根據人類學家的田野訪問，成為bissu的契機有兩種，一為同時具有男性和女性的生理或心理特質，二為做了預知夢，受到神啟後成為bissu。在成為真正的bissu(tanre)前，需先經過十分漫長又嚴謹的過程，未成熟的bissu(mamata)會被集中在屋內共同學習儀式和背誦經文等內容，而非傳授專屬bissu的語言，因為他們認為被視作命定的bissu早已通曉其語言。學習完成後，還需通過儀式的考核，他們全身裹著白色布料並被置於木筏上，將木筏置於河水三夜之後即可成為bissu(tanre)。另外，儀式magiri是用來測驗是否具有神力，此儀式為拿刀刃往自己身上的任何部位刺，若沒有受傷表示有神蹟，若受傷則表示神力不夠。其他測驗是否具有神力的儀式還有在炙熱的火焰或木炭上行走卻不受傷、喉吞刀片卻不見血等。
bissu在布吉社會中具有許多重要的功能，例如舉辦祈福儀式、幫助生產或割包皮手術、祈禱農作豐收和治療疾病等。在1957年前，bissu只為王室服務，在王室喪失權力後，平民也得以向bissu請求舉行儀式祈福。另外，1950年代至1960年代bissu遭伊斯蘭教派打壓迫害，使其逃到野外求生，直到1998年蘇哈托政府喪失權力後，社會開始振興地方文化，bissu文化才得以復甦，現今bissu文化與伊斯蘭教並存於布吉社會中。

### 婚姻
布吉人根據宗教、親屬關係、社會地位和個人特質來選擇結婚對象。在布吉社會的婚姻觀念中，結婚被認為是永久且互惠的選擇，是兩個家庭結合而成的新的親屬關係。 布吉人傳統認為與外人的聯姻會使家庭改變，故在原本的親屬群體當中選擇結婚對象才是最完美的。許多婚姻仍由父母安排，新婚夫婦在婚姻的前幾年和妻子的家人住在一起。布吉人認為最理想的婚姻是與表親結婚，其次為與堂兄弟姊妹聯姻，最後才會選擇遠親或是外人。然而目前也越來越多布吉人認為可以和外人結婚。

#### 結婚
在伊斯蘭的婚姻觀念中，原則上必須都為穆斯林才能結婚，但若非穆斯林者願意改信伊斯蘭教，雙方即可結婚。然而，目前伊斯蘭教世界仍有部分人認為，即使願意改宗，不同宗教者仍不能結婚，因為為了結婚而改宗仍然會被認為對伊斯蘭信仰不虔誠。而布吉社會則主張，結婚的雙方須為穆斯林，若其中一方不是穆斯林，只要願意改宗雙方即可結婚。然而，近年有越來越多年輕人試著和其他宗教者結婚，但此比例仍為少數。

#### 婚禮特色
在布吉人的傳統婚禮中，少數性別當中的Bissue和Calabai是最具特色且為婚禮當中的重要角色，其中又以Bissue更為重要。Bissue負責主持婚禮，並且必須了解所有婚禮當中必須進行儀式的程序，像是協助新娘進行草藥的沐浴，或是對神祇（dewata）進行祈禱，並在最後主持祈禱詠嘆儀式並結束。另外，因為只有Bissue被認為有能力與神靈（spirit）的世界溝通，故祝福者須透過Bissue傳達祝福給新人。另一個重要的角色為Calabai。因為Calabai具有女人的細膩與男人的強壯，故他們被認為是極佳的婚禮籌備者。另外，Calabai的工作範圍還包括幫新娘化妝、佈置婚禮場地，或是準備婚禮的食物。

#### 離婚
布吉人認為，離婚象徵婚姻的終點，男女雙方都可以提出離婚的要求，但無論哪一方提出，在社會上都被認為是可恥的。此外，如果伴侶其中一方對另一方說我不想看到你之類的話，即使沒有任何法律的程序，他們的離婚仍會被認為成立。
對於印尼的穆斯林而言，結婚與離婚都是被宗教規範的契約。在伊斯蘭的婚姻觀念中，雖然允許離婚，但前提是要在試過所有可以解決的方法後仍無法解決婚姻問題時，才會選擇離婚。男女雙方都可以提出離婚，但必須要有合理的理由。1974年印尼在婚姻法中明確的規定，丈夫必須有合理的理由提出離婚，並且要在雙方已經嘗試過調解，仍無法改變的情況下，才能透過宗教法庭進行離婚程序。

## 產業與生活

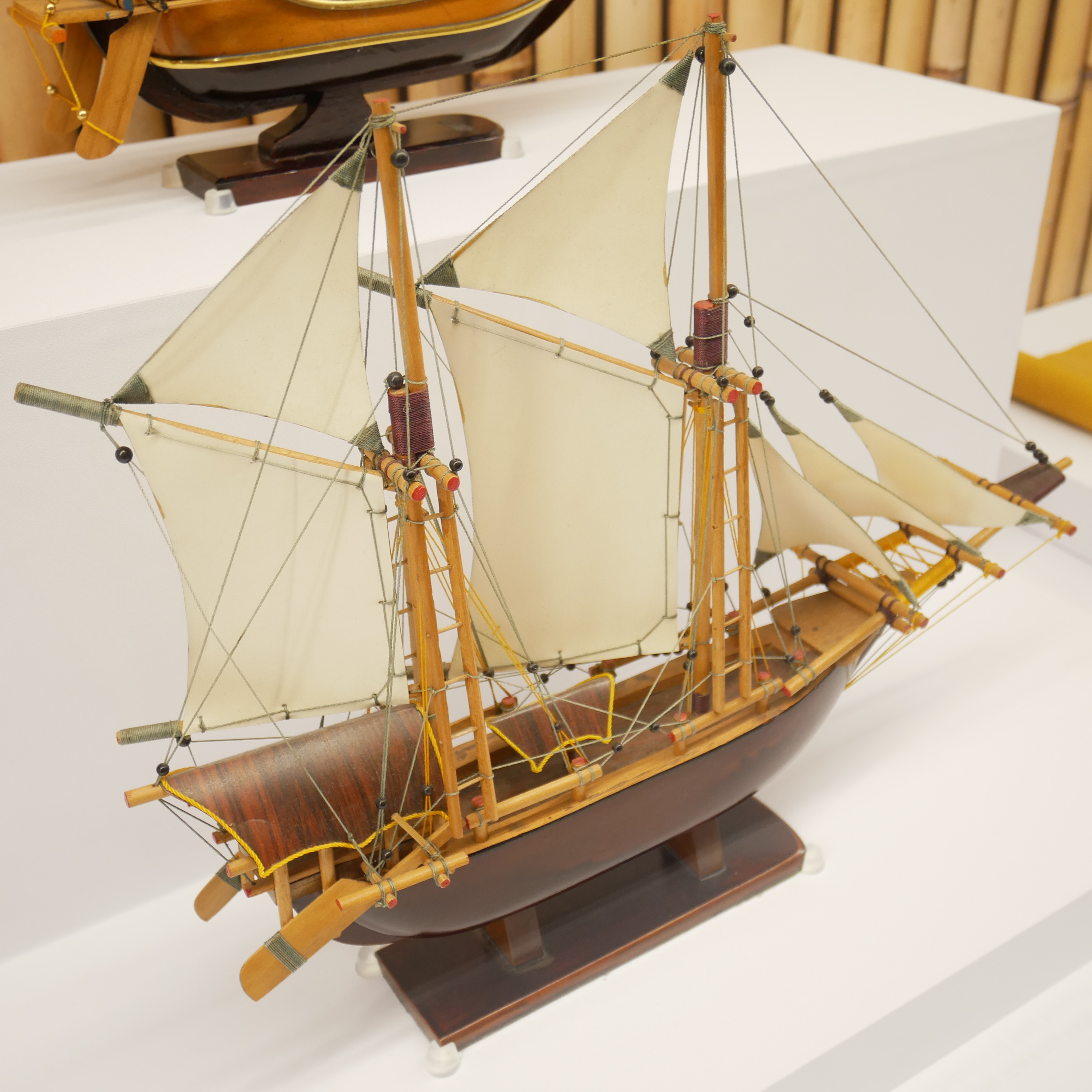
菲尼斯船模型

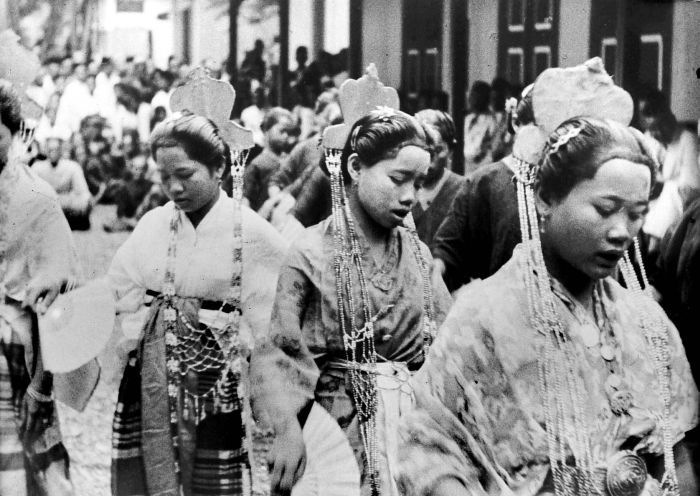
傳統服飾

### 經濟
布吉社會富有肥沃的土地和沿海地區，故有許多布吉人從事農業耕作，種植水稻；也有從事畜牧業，飼養馬、牛、羊。早期布吉人被稱為航海民族，他們擅長航海、經商，活動範圍東自西伊里安，西至蘇門答臘，北至中南半島，南至澳大利亞北岸。另外，部分布吉人在政府擔任官僚，致力於文教領域。

### 飲食
布吉人主要飲食有大米、玉米、魚、雞肉、蔬菜、水果和咖啡，在特殊節日時則會食用山羊。

### 服飾
布吉人的傳統服飾為「Wajo Ponco」，現今「Wajo Ponco」僅用於傳統節日慶典及儀式。

### 居住
布吉人居住的房子由木牆和木地板組成，房子距離地面至少有三公尺高。
另外，布吉人是優秀的工匠，他們在修建房屋不需用釘子，這技術也給馬來人在房屋建築上有著正面的影響。

## 信仰與習俗

### 宗教
16世紀大航海時代時，部分分布在西海岸的布吉人因為跟葡萄牙人接觸而接受了基督教的信仰，但是在駐點在马六甲的葡萄牙人並沒有在這塊區域多加經營，沒有設立教堂跟留下傳教士，所以基督教的傳教工作沒有繼續下去，故信基督信仰者極少。1611年之後，所有的望迦錫和布吉王國都已經轉變成了伊斯蘭教。
在伊斯蘭教進入蘇拉威西島之前，布吉人原先信仰土著原始薩滿信仰，以bissu為祭司，直到17世紀初，傳教者Minangkabau ulema、Dato Ri Bandang、Dato Ri Tiro和Dato Ri Patimang在南蘇拉威西州傳播伊斯蘭教，布吉人從原本的薩滿信仰轉而信仰伊斯蘭教，他們也會透過婚姻成為穆斯林，但仍有一部份的布吉人保留原始的泛靈信仰—Tolotang。
然而，在1950年間到1960年間為「反bissu時期」。布吉人自古以來即有五種性別的觀念，bissu又特別具有男性與女性性別特徵的模糊性，導致伊斯蘭教徒的質疑，故在反bissu時期，伊斯蘭教和以雌雄同體的bissu為祭司的薩滿信仰衝突加劇。當時bissu被迫當眾剃鬚以表示自身行為的不端正，伊斯蘭民兵部隊Ansor也開始大量殺害bissu，認為bissu是有罪的，除了強迫bissu停止相關活動，也將他們的聖器焚毀。bissu為躲避迫害只好遁逃到山林野外，或是拋棄bissu身分，行為舉止開始像個男人。
現今，bissu信仰和伊斯蘭教在布吉社會中呈現共存的關係，一般被認為是宗教寬容的結果，另外也有學者指出，此結果可能與當地政府欲發揚民俗文化有關，例如薩滿儀式adat，指bissu薩滿以固有的超自然神力取得祭壇權威的儀式，而此儀式被地方政府視為｢文化｣而非｢宗教｣以進行保存，同時也是布吉人建立族群認同的方式。

### 節日
布吉人相信每月的第一個星期三和最後一個星期四吉日，適合舉辦各項儀式及活動，為自己招來好運；然而，布吉人認為星期六可能會招來不幸。

## 文學與藝術

### 創造神話
布吉的創作神話稱為Sureq Galigo或La Galigo，在18世紀至20世紀之間，布吉人用布吉語將神話以手寫的方式記錄下來。後期羅伯特·威爾遜（Robert Wilson）將La Galigo改編成戲劇，讓更多人了解布吉的創造神話。
Sureq Galigo是一首五步音之詩，主要是透過口述的方式所形成的，和人類起源的故事有關，有時會在重要場合被歌頌。Sureq Galigo最早被寫成文字的版本可追溯至18世紀，但這些文獻因為氣候、蟲子等因素被破壞。雖然Sureq Galigo並沒有完整的版本，但被保存下來的文獻仍有6000頁，此在文學上是一大成就。大部分的La Galigo手寫稿仍尚存，並且可以在印度和荷蘭找到資料。荷蘭萊登大學即保存其中一份最具價值的手寫稿，這份手寫稿有12卷，並且和布吉人的英雄史詩有關。
該文本是由南蘇拉威西島的一個小王國塔列特女王母親ColliqPujié（Arung Pancana Toa）撰寫的。現在是荷蘭聖經學會收藏印度尼西亞手稿的一部分，自1905年至1915年以來，向萊頓大學圖書館提供永久性借阅。2012年，另一份La Galigo手稿在Makassar舉行，萊頓手稿現已列入教科文組織世界記憶（MOW）登記冊，是印尼Negarakertagama 2008年後的第二份文件。

## 外部連結
- The history of Bugis and Makassarese （页面存档备份，存于）